# Beauval, Saskatchewan
Beauval är en ort i Kanada.   Den ligger i provinsen Saskatchewan, i den centrala delen av landet, 2 500 km väster om huvudstaden Ottawa. Beauval ligger 435 meter över havet och antalet invånare är 756. Den ligger vid sjön Maurice Lake.
Terrängen runt Beauval är platt. Trakten runt Beauval är nära nog obefolkad, med mindre än två invånare per kvadratkilometer.. Det finns inga andra samhällen i närheten. 
I omgivningarna runt Beauval växer i huvudsak blandskog.